# Distretto di Jambyl (Kazakistan Settentrionale)
Il distretto di Jambyl (in kazako Жамбыл ауданы?) è un distretto (audan) del Kazakistan con  capoluogo Presnovka.